# Hans Breymann (Jurist)
Hans Paul Walter Breymann (* 24. September 1873 in Kötzschenbroda; † 17. Mai 1958 in Baden, Schweiz) war ein deutscher Jurist, der als Rechtsanwalt und Notar tätig war und als Genealoge bekannt wurde. Er war Mitbegründer, Vorsitzender und Ehrenmitglied der Zentralstelle für deutsche Personen- und Familiengeschichte in Leipzig.

## Leben
Er war der 1873 geborene Sohn des späteren Oberzollrats Ferdinand Breymann († 1912) und dessen Ehefrau Katharina geborene Swinburne († 1896). Zu seinen Vorfahren gehörte der Amtsrat Karl Friedrich Christoph Breymann in Roschwitz, der im Jahre 1813 das 10. Magdeburger Husaren-Regiment aus eigenen Mitteln gründete. Ferdinand Breymann besaß in Kötzschenbroda ab 1872 das Grundstück Meißner Straße 14 (heute Ledenweg 2), auf dem 1915 die heute denkmalgeschützte Hofmann-Villa errichtet wurde. 1873, im Geburtsjahr seines Sohnes, wurde er als preußischer Premierleutnant bezeichnet. 1886 hatte das Grundstück die Adresse Ledenweg 7 und die Berufsbezeichnung war Obersteuerkontrolleur. 1897, nach dem Tod der Ehefrau, war der Obersteuerinspektor Breymann wohnhaft in Eibenstock: seine Villa in Kötzschenbroda hatte er an den Oberstleutnant a. D. Ernst von Egidy vermietet.
Nach dem Besuch von Hoffmanns Knabenschule in Niederlößnitz, einem Progymnasium mit Pensionat, wechselte Hans Breymann an das Ludwig-Gymnasium im anhaltischen Köthen. Danach studierte er von 1893 bis 1894 Rechtswissenschaften an der Universität Tübingen. Seit 1893 war er Mitglied der Burschenschaft Germania Tübingen. Er wechselte von 1894 bis 1897 an die Universität Leipzig, wo er zum Dr. jur. promovierte. Ab 1897 war er Referendar und 1901 erfolgte seine Ernennung zum Assessor. Ab 1902 war Hans Breymann als Rechtsanwalt tätig. Von 1912 bis 1918 vertrat er die Deutsche Landwirtschafts Treuhandbank Aktiengesellschaft.
Von 1904 bis 1934 war er Vorstand der von ihm mitbegründeten Zentralstelle für deutsche Personen- und Familiengeschichte in Leipzig, deren Ehrenmitglied er danach wurde. Außerdem war er Mitglied zahlreicher wissenschaftlichen Körperschaften und des Klubs Harmonie in Leipzig. Nach dem Zweiten Weltkrieg ging die 1934 in eine Stiftung umgewandelte Zentralstelle, deren Verwaltungsrat Hans Breymann war, in der Volksbildungsstiftung Sachsen auf. Daraufhin ließ Hans Breymann, der sich zwischenzeitlich in Westberlin niedergelassen hatte, 1951 die frühere Zentralstellen-Stiftung in das Berliner Stiftungsregister beim dortigen Senat eintragen. Über die Rechtsnachfolge der Zentralstelle entschied am 26. Juli 2001 das Amt für offene Vermögensfragen Sachsen (Reg.-Nr. 8175), indem sie den Antrag der Stiftung "Zentralstelle für Personen- und Familiengeschichte" in Friedrichsdorf, Rechtsnachfolger der Leipziger Zentralstelle zu sein, mangels Personenidentität zurückwies. Auch eine Funktionsnachfolge dieser Zentralstelle trifft nicht zu, da eine Enteignung zwischen 1933 und 1945 nicht vorliegt.
Bereits auf der 1. Hauptversammlung der Zentralstelle für deutsche Personen- und Familiengeschichte regte Hans Breymann am 24. November 1904 die Erstellung eines Verzeichnisses aller erscheinenden Publikationen auf dem Gebiet der Genealogie und der Heraldik an. Daraus gingen die seit 1905 erscheinenden Mitteilungen der Zentralstelle für deutsche Personen- und Familiengeschichte hervor.

## Familie
Hans Breymann heiratete 1902 die Tochter des Geheimen Ökonomierates und Professors Wilhelm Hermann Howard. Seine zweite Ehe schloss er 1930 in Leipzig mit Waltraut Liebau. Aus der ersten Ehe gingen ein Sohn und eine Tochter hervor.

## Schriften (Auswahl)
- Stammtafel der Familie Brey͏̈mann (von Brey͏̈mann) Gebhardshagen – Salder – Veltheimsche (braunschweigische) Linie. Selbstverlag, Leipzig 1905.